# 慕尼黑城市快铁3号线
慕尼黑城市快铁3号线是一条位于德国慕尼黑的城市快铁。线路走向是从马门多夫到霍尔茨基兴。
途径中央车站、卡尔广场以及玛利亚广场站等车站。